# Clara Lida
Clara Eugenia Lida García (Buenos Aires, 27 de diciembre de 1941), conocida como Clara Lida, es una historiadora, autora y profesora argentina.
Posee una amplia trayectoria académica vinculada al estudio de los movimientos sociales, anarquistas    y socialistas en Europa y en América Latina y de la inmigración y el exilio español republicano en México.
Actualmente trabaja en el Colegio de México, donde ha fundado y codirige la Cátedra México-España, desde 2006, el Seminario Permanente México-España y el Seminario Permanente de Historia Social, ambos desde 2002.

## Vida
Hija de la profesora de filosofía Leonor García y el filólogo Raimundo Lida (1908-1979), fue discípula de Silvio Zavala en México y de Vicente Lloréns en la Universidad de Princeton.
Su formación como historiadora comenzó en la Universidad Brandeis en Massachusetts, Estados Unidos, donde se graduó en 1963. Al año siguiente obtuvo su maestría en historia en El Colegio de México. Entre 1965 y 1969 realizó el doctorado en historia y literatura en la Universidad de Princeton. Durante las dos décadas siguientes enseñó en la Universidad Wesleyan, en Middletown (Connecticut) entre 1968 y 1974, y en la Universidad Estatal de Nueva York, en Stony Brook (1974-1987). Ha sido profesora visitante en la Universidad de California, en Los Ángeles; en la Universidad de Puerto Rico; en la École des Hautes Études, París. También ha dictado conferencias y cursillos en España, Alemania, Holanda, Inglaterra, Japón y América Latina.

## En El Colegio de México y en el extranjero
Desde 1982 es profesora e investigadora en el Centro de Estudios Históricos de El Colegio de México, donde actualmente dirige la Cátedra México-España. En la misma institución dirige los Seminarios Permanentes México-España y de Historia Social. Ha sido profesora visitante en la Universidad de California, en Los Ángeles, California, en la Universidad Internacional Menéndez y Pelayo, en la Universidad Nacional Autónoma de México, donde ocupó la Cátedra Maestros del Exilio, y en la Escuela de Altos Estudios en Ciencias Sociales (París), entre otras instituciones. En 1969 fundó en los Estados Unidos la Society for Spanish and Portuguese Historical Studies, asociación nacional de historiadores iberistas que dirigió entre 1969 y 1972. Además, ha dictado numerosos cursillos, seminarios y conferencias en instituciones académicas de México, España, los Estados Unidos, Europa, América Latina y Japón.

## Investigación
Sus intereses como historiadora tienen como eje a España, a menudo en un enfoque comparativo con el resto de Europa o relacionándolo con México e Hispanoamérica. Sus publicaciones son referencias sobre áreas temáticas que profundizan aspectos sociales determinados o tienden puentes entre un lado y otro del Atlántico. Sus trabajos sobre las migraciones y exilios de españoles a México y a Sudamérica son pioneras y tratan aspectos culturales, institucionales, sociales y cuantitativos. Asimismo, sus estudios de historia social sobre los movimientos revolucionarios europeos y el mundo hispánico son ampliamente reconocidos y citados. Finalmente, ha realizado aportaciones a temas literarios sobre la novela histórica de Benito Pérez Galdós, la novela picaresca española y aspectos culturales y discursivos de la literatura anarquista. En una faceta artística menos conocida, también ha incursionado en la creación poética.

## Reconocimientos
Por sus aportaciones a la historia de España y al estudio de los españoles en México, en 2006 fue condecorada con la Encomienda de la Orden del Mérito Civil, otorgada por el Estado español por sus méritos académicos. En 2007, el Instituto de Ciencia y Tecnología del Distrito Federal la distinguió con la creación del Premio Clara E. Lida, en la categoría Educación, Ciencia y Sociedad. La Universidad de Cádiz le otorgó el doctorado honoris causa en 2009.
Fue fundadora y es actualmente asociada honoraria de la Asociación Latinoamericana e Ibérica de Historia Social. El premio a la mejor tesis doctoral en historia social, adjudicado por esta institución, lleva su nombre.

## Asociaciones y distinciones
Es miembro de la Academia Mexicana de Ciencias e Investigadora Emérita del Sistema Nacional de Investigadores (CONACYT, México) y ha sido acreedora de varias becas y distinciones: la Rockefeller Foundation, el Social Science Research Council, el American Council of Learned Societies, la UNESCO, el Deutscher Akademischer Austausch Dienst, la State University of New York Research Foundation. También ha sido reconocida como Princeton University Honorary Fellow; Visiting Faculty Fellow del Center for the Humanities, Wesleyan University; Visiting Fellow del International Institute for Social History, en Ámsterdam; Guest Member del Columbia University Seminar on Labor History y Guest Member de Columbia University Seminar on Latin American History. También es Miembro honorífico de la Academia Mexicana de la Historia y Miembro correspondiente de la Academia Nacional de la Historia, de la República Argentina.

## Publicaciones
Es autora, coautora, coordinadora, co-coordinadora, compiladora de más de veinte libros especializados y más de un centenar de artículos y capítulos de libros en publicaciones científicas en sus campos de investigación. También ha publicado un libro de poesía, Variación última (2002) y poemas en diversas revistas literarias. Las citas de sus publicaciones sobrepasan los dos millares.
Sobre ella, ver también Carlos Illades y Mario Barbosa (coords.), ‘Los trabajadores de la ciudad de México 1860-1950. Textos en homenaje a Clara Lida. México: El Colegio de México y UAM-Cuajimalpa, 2013. Mario Barbosa editó una larga serie de entrevistas en Itinerancias y aprendizajes. Conversaciones con Clara E. Lida. El  Colegio de México, 2023.

### Libros de investigación
- 1972,  Anarquismo y revolución en la España del XIX
- 1972,  La Mano Negra. Anarquismo agrario en Andalucía
- 1988,  La Casa de España en México  (En colaboración con José Antonio Matesanz y Beatriz Morán)
- 2011,  La main noire. Anarchisme rural, sociétés clandestines et répression en Andalousie, 1870-1888
- 2011,  Inmigración y exilio: reflexiones sobre el caso español
- 2000, La Casa de España y El Colegio de México: memoria 1938-2000  (En colaboración con José Antonio Matesanz y Josefina Zoraida Vázquez)
- 2009,  Caleidoscopio del exilio. Actores, memoria, identidades

### Libros como compiladora
- 1970,  La Revolución de 1868. Historia, pensamiento y literatura (cocoordinación de antología con Iris M. Zavala)
- 1973,  Antecedentes y desarrollo del movimiento obrero español: Textos y documentos  (Estudio y compilación)
- 1981,  Tres aspectos de la presencia española en México durante el Porfiriato (1981) (Estudio y compilación)
- 1990,  El Colegio de México: una hazaña cultural (coordinado con José Antonio Matesanz, con la participación de Antonio Alatorre, Francisco R. Calderón y Moisés González Navarro)
- 1994,  Una inmigración privilegiada : comerciantes, empresarios y profesionales españoles en México en los siglos XIX y XX  (Estudio y compilación)
- 1999,  España y el Imperio de Maximiliano (Estudio y compilación)
- 2021,  México y España en el primer franquismo, 1939-1950 : rupturas formales, relaciones oficiosas  (Estudio y compilación)
- 2003,  Trabajo, ocio y coacción en el siglo XIX  (compiladora con Sonia Pérez Toledo)
- 2004,  Impulsos e inercias del cambio económico. Ensayos en honor de Nicolás Sánchez-Albornoz  (compiladora con José A. Piqueras)
- 2007,  Argentina 1976. Estudios en torno al golpe de Estado (2007) (compiladora con Horacio Crespo y Pablo Yankelevich)
- 2012,  Cultura y práctica del anarquismo ibero-americano, desde sus orígenes hasta la Primera Guerra mundial  (compiladora con Pablo Yankelevich y colaboradora)
- 2019,  Las derechas iberoamericanas: Desde el final de la Primera Guerra hasta la Gran Depresión (compiladora con Ernesto Bohoslavsky y David Jorge)